# کنستانتین دوم، پادشاه یونان
کنستانتین دوم (به یونانی:Κωνσταντῖνος Β؛ زاده ۲ ژوئن ۱۹۴۰ – درگذشته ۱۰ ژانویه ۲۰۲۳)، پادشاه یونان از ۱۹۶۴ تا زمان انحلال نظام سلطنتی در ۱۹۷۳ میلادی بود.
کنستانتین تنها پسر پادشاه پائول و ملکه فردریکا بود. از آنجایی که خانواده‌اش در طول جنگ جهانی دوم تبعید شدند، او اولین سال‌های کودکی خود را در مصر و آفریقای جنوبی گذراند. او در سال ۱۹۴۶ در جریان جنگ داخلی یونان به همراه خانواده اش به یونان بازگشت. پادشاه جرج دوم در سال ۱۹۴۷ درگذشت و پدر کنستانتین پادشاه جدید شد و کنستانتین را ولیعهد خود کرد.
او در سال ۱۹۶۴، پس از مرگ پدرش، به پادشاهی رسید. سپس در همان سال با پرنسس آنه ماری ازدواج کرد و صاحب پنج فرزند شد. با اینکه به سلطنت نشستن شاه جوانی چون او در ابتدا امر مبارکی به نظر می‌رسید، اما سلطنت او شاهد بی‌ثباتی‌های سیاسی بود که با کودتای سرهنگ‌ها در ۲۱ آوریل ۱۹۶۷ به اوج رسید. کودتا باعث شد که کنستانتین به‌عنوان رئیس دولت، فضای کمی برای مانور داشته باشد، زیرا او ارتش وفاداری نداشت. در ۱۳ دسامبر ۱۹۶۷، کنستانتین به دنبال یک ضد کودتای ناموفق علیه حکومت نظامی، مجبور به فرار از کشور شد. اما همچنان تا ۱ ژوئن ۱۹۷۳ به عنوان رئیس دولت در تبعید باقی‌ماند تا این که، دولت نظامی یونان با تخطی از قانون اساسی و بدون رفراندوم رسمی، حکومت پادشاهی را منحل کرد و اعلام جمهوری نمود. در مورد اعتبار این همه‌پرسی و اینکه آیا مردم برای رای دادن به جمهوری تحت فشار قرار گرفته‌اند، سؤالاتی وجود داشت؛ بنابراین یک همه‌پرسی جدید پس از احیای دموکراسی در سال ۱۹۷۴ برگزار شد. این رفراندوم پس از سقوط حکومت نظامی به عنوان رفراندوم جمهوری یونان در سال ۱۹۷۴ در ۸ دسامبر ۱۹۷۴ برگزار شد و الغای سلطنت و تأسیس جمهوری سوم یونان را تأیید کرد. کنستانتین که اجازه ورود به یونان را نیافته بود، نتایج همه‌پرسی را پذیرفت.
ولیعهد کنستانتین پیش از رسیدن به حکومت، ورزشکاری مستعد بود و توانست در سن ۲۰ سالگی، طی بازی‌های المپیک تابستانی ۱۹۶۰ مدال طلای قایق‌رانی بادبانی را برای یونان به ارمغان آورد. این اولین مدال طلای یونان از زمان بازی‌های المپیک تابستانی ۱۹۱۲ بود.

## پادشاهی
در سال ۱۹۶۴، سلامتی پل اول به سرعت رو به وخامت رفت. او به سرطان معده مبتلا شد و در ماه فوریه تحت عمل جراحی قرار گرفت. پیش از این، کنستانتین قبلاً به عنوان نایب السلطنه برای پدر بیمار خود منصوب شده بود و در انتظار بهبودی او بود. در این سلطنت، کنستانتین به امضای فرامین و تعیین اعضای دولت و نیز پذیرش استعفای آنان اکتفا کرد. با این حال، با بدتر شدن وضعیت پادشاه، ولیعهد به تینوس رفت تا نمادی را که توسط کلیسای ارتدکس یونانی معجزه‌آمیز می‌دانست، دریافت کند. با این حال، تصویر مقدس برای معالجه حاکم کافی نبود، و در ۶ مارس ۱۹۶۴، پادشاه پل درگذشت و کنستانتین ۲۳ ساله جانشین او به عنوان پادشاه یونانیان شد. پادشاه جدید به عنوان کنستانتین دوم بر تخت نشست، اگرچه برخی از حامیان او ترجیح دادند او را کنستانتین سیزدهم بخوانند تا بر تداوم بین امپراتوری بیزانس سابق و پادشاهی یونان تأکید کنند. در ۲۳ مارس در برابر مجلس سوگند یاد کرد و به عنوان رئیس نیروهای مسلح با بالاترین درجات در هر شاخه سرمایه‌گذاری شد.
به دلیل جوانی، او به عنوان یک وعده تغییر تلقی می‌شد. یونان هنوز اثرات جنگ داخلی را احساس می‌کرد و جامعه به شدت بین راست سلطنتی/محافظه کار و چپ لیبرال/سوسیالیست دو قطبی شده بود. الحاق کنستانتین مصادف شد با انتخاب اخیر جورج پاپاندرئو میانه‌رو به عنوان نخست‌وزیر در فوریه ۱۹۶۴، که به ۱۱ سال حکومت جناح راست توسط اتحادیه ملی رادیکال (ERE) پایان داد. امید بود که شاه جوان جدید و نخست‌وزیر جدید بتوانند بر اختلافات گذشته غلبه کنند.

## احیای دموکراسی و رفراندوم
در ژوئیه ۱۹۷۴، حوادث قبرس منجر به سقوط رژیم نظامی شد و کنستانتینوس کارامانلیس از تبعید بازگشت و نخست‌وزیر شد. قانون اساسی جمهوری ۱۹۷۳ غیرقانونی تلقی شد و دولت جدید فرمانی برای بازگرداندن قانون اساسی ۱۹۵۲ صادر کرد. کنستانتین با اطمینان در انتظار دعوتی برای بازگشت بود. او در ۲۴ ژوئیه «خرسندی عمیق خود را از ابتکار نیروهای مسلح در سرنگونی رژیم دیکتاتوری» اعلام کرد و از ظهور کارامانلیس به عنوان نخست‌وزیر استقبال کرد.
پس از الحاق یک دولت غیرنظامی در نوامبر ۱۹۷۴ پس از اولین انتخابات قانونگذاری پس از حکومت نظامی، کارامانلیس در ۸ دسامبر ۱۹۷۴ همه‌پرسی را برگزار کرد، در مورد اینکه آیا یونان سلطنت را بازگرداند یا یک جمهوری باقی بماند. اگر چه او رهبر راست سنتی سلطنت طلب بود، اما کارامانلیس هیچ تلاشی برای بازگرداندن قانون اساسی دموکراتیک ۱۹۵۲ انجام نداد. دولت به شاه اجازه بازگشت به یونان برای مبارزه برای احیای سلطنت مشروطه را نداد. او فقط اجازه داشت از لندن برای مردم یونان از تلویزیون پخش کند. تحلیلگران ادعا می‌کنند که این اقدامی عمدی از سوی دولت برای تضعیف هر فرصتی برای بازگرداندن سلطنت بوده‌است.
کنستانتین که از لندن صحبت می‌کرد، آزادانه به اشتباهات گذشته خود اعتراف کرد. او مدعی شد که در آینده نیت درست دموکراتیک دارد و قول داد که مادرش از کشور دور بماند. سلطنت طلبان محلی به نمایندگی از او به مبارزات انتخاباتی پرداختند. رای به احیای سلطنت تنها حدود ۳۱٪ بود که اکثر حمایت‌ها از ناحیه پلوپونز بود. تقریباً ۶۹٪ از رای‌دهندگان به احیای سلطنت و برپایی جمهوری رای منفی دادند.

## تبعید
کنستانتین پس از رای به نفع جمهوری به مدت ۴۰ سال در تبعید ماند و در ایتالیا و بریتانیا زندگی کرد. او تا فوریه ۱۹۸۱ بازنگشت تا در مراسم تشییع جنازه مادرش ملکه فردریکا در قبرستان خانوادگی کاخ سلطنتی سابق در تاتوی شرکت کند. ژست او مبنی بر بوسیدن زمین پس از ورود به یونان، واکنش دولت را برانگیخت که تنها چند ساعت در این کشور محدود شود.
در سال ۱۹۹۲ کنستانتین تمام اموال منقول را از کاخ تاتوی پس گرفت، که در کانتینرها در میان فریادهای شهروندان به محل اقامت زوج سلطنتی در تبعید منتقل شد. در همان سال او با دولت کنستانتینوس میتسوتاکیس قراردادی را امضا کرد که در ازای بازپس‌گیری تاتوی، بیشتر اموال منقول خود در یونان را به یک بنیاد غیرانتفاعی در این کشور واگذار کند. دو سال بعد، نخست‌وزیر آندریاس پاپاندرئو این قرارداد را لغو کرد و اموال دریافتی از کنستانتین را که تابعیت یونانی خود و خانواده سلطنتی را لغو کرد، رد کرد. در آن سال، پادشاه سابق درخواست بازگرداندن کاخ تاتوی را به مالکیت خود داده بود.
در نوامبر ۲۰۰۰ کنستانتین از یونان به دادگاه حقوق بشر اروپا برای غرامت برای اموال توقیف شده شکایت کرد. او مبلغ بسیار کمتری را به دست آورد و غرامتی به مبلغ ۱۲ میلیون یورو برای اموال گمشده دریافت کرد و مبلغ بسیار کمتری به خواهر کوچکتر مجردش، پرنسس ایرنه، و عمه اش پرنسس کاترین تعلق گرفت.
کنستانتین، به نوبه خود، بنیاد آنا ماریا را ایجاد کرد تا بودجه مورد نظر را به مردم یونان برای استفاده در «فاجعه‌های طبیعی فوق‌العاده» و اهداف خیریه اختصاص دهد. تصمیم دادگاه همچنین حکم داد که حقوق بشر کنستانتین با تصمیم دولت یونان مبنی بر عدم اعطای شهروندی و گذرنامه یونانی به او، مگر اینکه نام خانوادگی خود را انتخاب کند، نقض نشده‌است. کنستانتین در مورد این گفت: «قانون اساساً می‌گوید که من باید بیرون بروم و نامی به دست بیاورم. مشکل این است که خانواده من اهل دانمارک هستند و خانواده سلطنتی دانمارک نام خانوادگی ندارند.»

## نشان‌ها و عنوان‌ها
کمیته بین‌المللی المپیک همچنان از کنستانتین به عنوان «اعلیحضرت پادشاه کنستانتین» یاد می‌کند. در یونان از او به عنوان «پادشاه سابق» یاد می‌شود.

### افتخارات خارجی
- فرانسه: نشان لژیون دونور
- ایتالیا: نشان شایستگی جمهوری ایتالیا
- ایران: نشان یادبود جشن‌های ۲۵۰۰ ساله شاهنشاهی
- نروژ: نشان سنت اولاف
- اسپانیا: نشان پشم زرین
- سوئد: نشان سلطنتی سرافیم
- ایالات متحده آمریکا: نشان لژیون افتخار

### جوایز
- جایزه ققنوس نقره ای انجمن پیشاهنگی یونان (۱۹۵۹)
- جایزه قرقاول طلایی انجمن پیشاهنگی ژاپن (۱۹۶۴)
- جام فدراسیون جهانی قایقرانی بادبانی بپه کروچه (۲۰۱۰)